# Prêmio Otherwise
O Prêmio Otherwise (em inglês: Otherwise Award), originalmente conhecido como James Tiptree Jr. Award, é um prêmio literário anual para obras de ficção científica e de fantasia que expandem ou exploram a compreensão do leitor sobre gênero. Ele teve início em fevereiro de 1991 por autores de ficção científica Pat Murphy e Karen Joy Fowler, após uma conversa durante a WisCon.
Além do prêmio em si, os juízes de publicam uma "Lista de Honra dos Tiptree Prêmio" que eles descrevem como "uma parte forte do prêmio identidade e (...) usada por muitos leitores como uma lista de leitura recomendada."
Originalmente, o prêmio era uma homenagem a Alice B. Sheldon, quem escrevia sobre o pseudônimo de James Tiptree Jr. Devido a uma controvérsia sobre quão adequado é ter um prêmio carregando o nome de Tiptree, o comitê responsável pelo prêmio anunciou no dia 13 de outubro de 2019 que o prêmio passaria a ser chamado de Otherwise Award.

## Antologias
Selecionados pelos vencedores, várias listas de contos e ensaios aparecem em coleções relacionadas a Tiptree, Flying Cups and Saucers (1999) e uma série anual de antologias publicadas pela Tachyon Publicações de San Francisco. Estes incluem:
- Flying Cups and Saucers: Gender Explorations in Science Fiction and Fantasy editado por The Secret Feminist Cabal e Debbie Notkin (1999)
- The James Tiptree Award Anthology 1 editado por Karen Joy Fowler, Pat Murphy, Debbie Notkin, e Jeffrey D. Smith (2005)
- The James Tiptree Award Anthology 2 editado por Karen Joy Fowler, Pat Murphy, Debbie Notkin, e Jeffrey D. Smith (2006)
- The James Tiptree Award Anthology 3 editado por Karen Joy Fowler, Pat Murphy, Debbie Notkin, e Jeffrey D. Smith (2007)

## Os vencedores
- Retrospective Award: Motherlines and Walk to the End of the World de Suzy McKee Charnas; The Left Hand of Darkness by Ursula K. Le Guin; The Female Man e "When It Changed" by Joanna Russ
- 1991: A Woman of the Iron People de Eleanor Arnason, e White Queen de Gwyneth Jones
- 1992: China Mountain Zhang de Maureen F. McHugh
- 1993: Ammonite de Nicola Griffith
- 1994: "The Matter of Seggri" de Ursula K. Le Guin e Larque on the Wing de Nancy Springer
- 1995: Waking The Moon de Elizabeth Hand e The Memoirs Of Elizabeth Frankenstein de Theodore Roszak
- 1996: "Mountain Ways" de Ursula K. Le Guin, e The Sparrow de Mary Doria Russell
- 1997: Black Wine de Candas Jane Dorsey e "Travels With The Snow Queen" de Kelly Link
- 1998: "Congenital Agenesis of Gender Ideation" de Raphael Carter
- 1999: The Conqueror's Child de Suzy McKee Charnas
- 2000: Wild Life de Molly Gloss
- 2001: The Kappa Child de Hiromi Goto
- 2002: Light de M. John Harrison e "Stories for Men" de John Kessel
- 2003: Set This House In Order: A Romance Of Souls de Matt Ruff
- 2004: Camouflage de Joe Haldeman e Not Before Sundown by Johanna Sinisalo
- 2005: Air de Geoff Ryman
- 2006: The Orphan's Tales: In the Night Garden de Catherynne M. Valente e Half Life de Shelley Jackson; reconhecimento especial para a biografia de Julie Phillips sobreJames Tiptree Jr.: James Tiptree, Jr.: The Double Life of Alice B. Sheldon
- 2007: The Carhullan Army de Sarah Hall
- 2008: The Knife of Never Letting Go de Patrick Ness e Filter House by Nisi Shawl
- 2009: Cloud and Ashes: Three Winter’s Tales de Greer Gilman e Ōoku: The Inner Chambers by Fumi Yoshinaga
- 2010: Baba Yaga Laid an Egg de Dubravka Ugresic[3]
- 2011: Redwood and Wildfire de Andrea Hairston[4]
- 2012: The Drowning Girl de Caitlin R. Kiernan e Ancient, Ancient de Kiini Ibura Salaam
- 2013: Rupetta de N. A. Sulway
- 2014: The Girl in the Road de Monica Byrne e My Real Children by Jo Walton
- 2015: The New Mother de Eugene Fischer e Lizard Radio de Pat Schmatz[1]
- 2016: When the Moon Was Ours de Anna-Marie McLemore